# Zygopetalum
Lan giai cầu (danh pháp: Zygopetalum) là một chi thực vật có hoa trong họ Lan.

## Các loài
- Zygopetalum acuminatum
- Zygopetalum africanum
- Zygopetalum amazonicum
- Zygopetalum aromaticum
- Zygopetalum backhousianum
- Zygopetalum ballii
- Zygopetalum beamontii
- Zygopetalum beaumontii
- Zygopetalum bellum
- Zygopetalum bicallosum
- Zygopetalum bidentatum
- Zygopetalum binoti
- Zygopetalum bolivianum
- Zygopetalum brachypetalum Lindl. (1844). - Giai cầu lá ngắn
- Zygopetalum brachystalix
- Zygopetalum burkei
- Zygopetalum burtii
  - Zygopetalum burtii var. wallisii
- Zygopetalum candidum
- Zygopetalum caulescens
- Zygopetalum cerinum
- Zygopetalum chloranthum
- Zygopetalum ciliatum
- Zygopetalum citrinum
- Zygopetalum clayii
- Zygopetalum cochleare
- Zygopetalum cochleata
- Zygopetalum coeleste
- Zygopetalum coloratum
- Zygopetalum conchaceum
- Zygopetalum coronarium
- Zygopetalum crepeauxi
- Zygopetalum crinitum Lodd. (1831). Giai cầu Đại Tây Dương
- Zygopetalum dayanum
  - Zygopetalum dayanum var. rhodacrum
- Zygopetalum discolor
- Zygopetalum dormanianum
- Zygopetalum dormannianum
- Zygopetalum euglossum
- Zygopetalum expansum
- Zygopetalum fimbriatum
- Zygopetalum flabelliforme
- Zygopetalum flaveolum
- Zygopetalum forcipatum
- Zygopetalum fragrans
- Zygopetalum gairianum
- Zygopetalum gautieri
- Zygopetalum gemma
- Zygopetalum ghillanyi Pabst (1976).
- Zygopetalum gibeziae
- Zygopetalum gramineum
- Zygopetalum graminifolium Rolfe (1892). - Giai cầu lá cỏ
- Zygopetalum grandiflorum
- Zygopetalum guttatum
- Zygopetalum hasslerianum. Paraguay
- Zygopetalum intermedium
  - Zygopetalum intermedium var. peruvianum
- Zygopetalum ionoleucum
- Zygopetalum jorisianum
- Zygopetalum jugosum
- Zygopetalum kalbreyerianum
- Zygopetalum kegelii
- Zygopetalum klabochii
- Zygopetalum klabochorum
- Zygopetalum klugii
- Zygopetalum labiosum
- Zygopetalum lacteum
- Zygopetalum lalindei
- Zygopetalum lamellosum
- Zygopetalum laminatum
- Zygopetalum lawrenceanum
- Zygopetalum lehmanni
- Zygopetalum lentiginosum
- Zygopetalum lindeniae
- Zygopetalum lindenii
- Zygopetalum louisendorf
- Zygopetalum lucidum
- Zygopetalum lueddemannianum
- Zygopetalum mackaii. Peru và đông Brasil (Zygopetalum mackayi)
- Zygopetalum maculatum (Kunth) Garay (1970). (Zygopetalum mackayi) - Giai cầu
- Zygopetalum mandibulare
- Zygopetalum marginatum
- Zygopetalum massangei
- Zygopetalum maxillare Lodd. (1832).
- Zygopetalum meleagris
- Zygopetalum micranthum
- Zygopetalum microphytum'' Barb.Rodr. (1877).
- Zygopetalum micropterum
- Zygopetalum microtus
- Zygopetalum moritzii
- Zygopetalum mosenianum
- Zygopetalum murmyanum
- Zygopetalum murrayanum
- Zygopetalum mystacinum
- Zygopetalum negrense
- Zygopetalum obtusatum
- Zygopetalum pabstii Toscano (1980).
- Zygopetalum paludosum
- Zygopetalum pardinum
- Zygopetalum parviflorum
- Zygopetalum patini
- Zygopetalum pedicellatum (Sw.) Garay (1973). - Giai cầu mosen, giai cầu mạc sâm
- Zygopetalum pictum
- Zygopetalum placantherum
- Zygopetalum prainianum
- Zygopetalum pubescens
- Zygopetalum pulvinam
- Zygopetalum quadratum
- Zygopetalum reginae Pabst (1976).
- Zygopetalum rhombilabium
- Zygopetalum rigbyanum Ruschi (1975).
- Zygopetalum rivieri
- Zygopetalum roezlii
- Zygopetalum rollissonii
- Zygopetalum rostratum
- Zygopetalum russelianum
- Zygopetalum sanderae
- Zygopetalum sanderianum
- Zygopetalum sanguinolentum
- Zygopetalum sellowii Rchb.f. in W.G.Walpers (1863).
- Zygopetalum sellowii
- Zygopetalum sellowii. Đông nam Brasil
- Zygopetalum silvanum V.P.Castro & Campacci (1991).
- Zygopetalum sincoranum V.P.Castro & Campacci (2000).
- Zygopetalum stapelioides
- Zygopetalum stenochilum
- Zygopetalum tatei
- Zygopetalum taurinum
- Zygopetalum tricolor
- Zygopetalum trinitatis
- Zygopetalum triste Barb.Rodr. (1877).
- Zygopetalum triumphans
- Zygopetalum veitchii
- Zygopetalum velatum
- Zygopetalum velutinum
- Zygopetalum venustum
- Zygopetalum violaceum
- Zygopetalum viride
- Zygopetalum wailesianum
- Zygopetalum wallisii
- Zygopetalum wendlandi
- Zygopetalum whitei
- Zygopetalum xanthinum
  - Zygopetalum xanthinum var. majus

## Hình ảnh

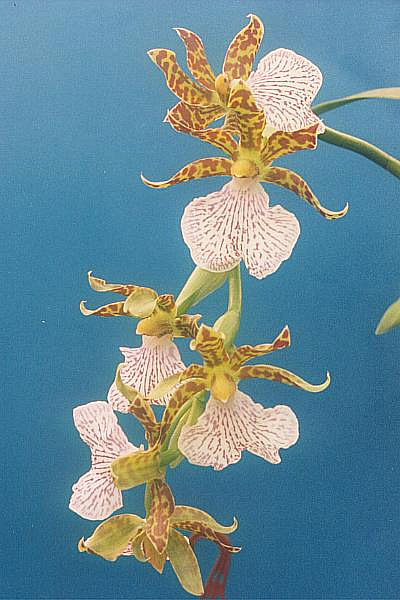

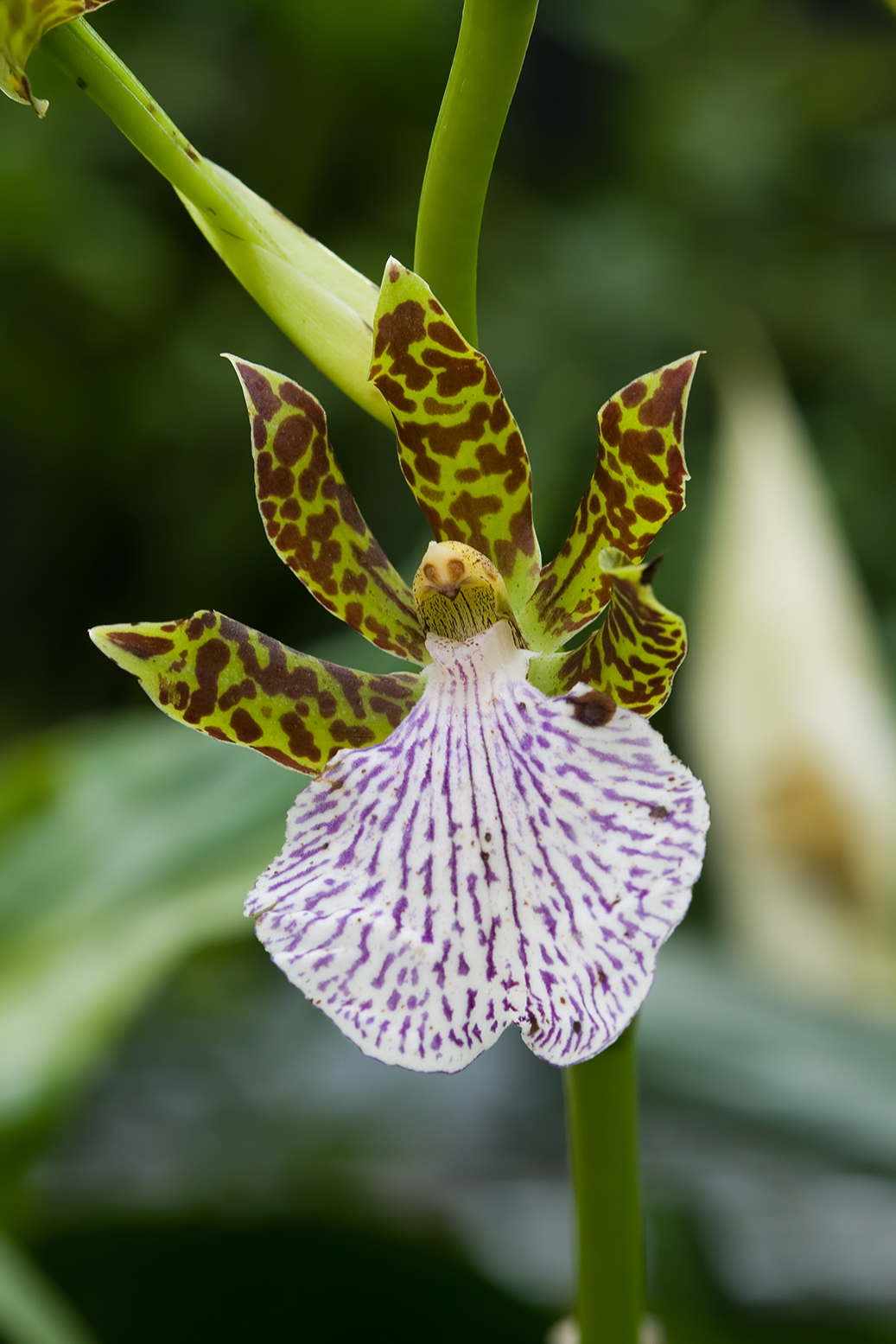
Zygopetalum crinitum
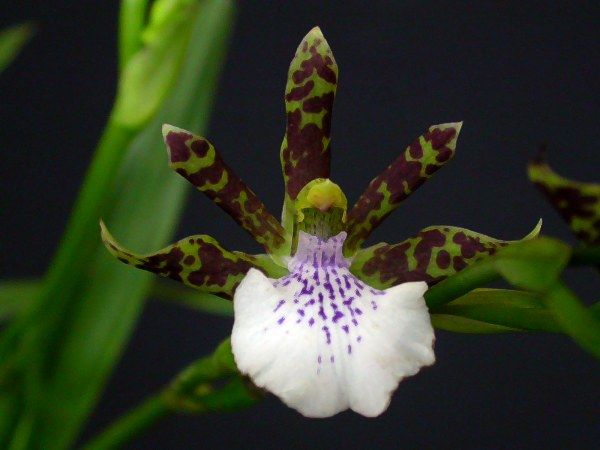
Zygopetalum pedicellatum
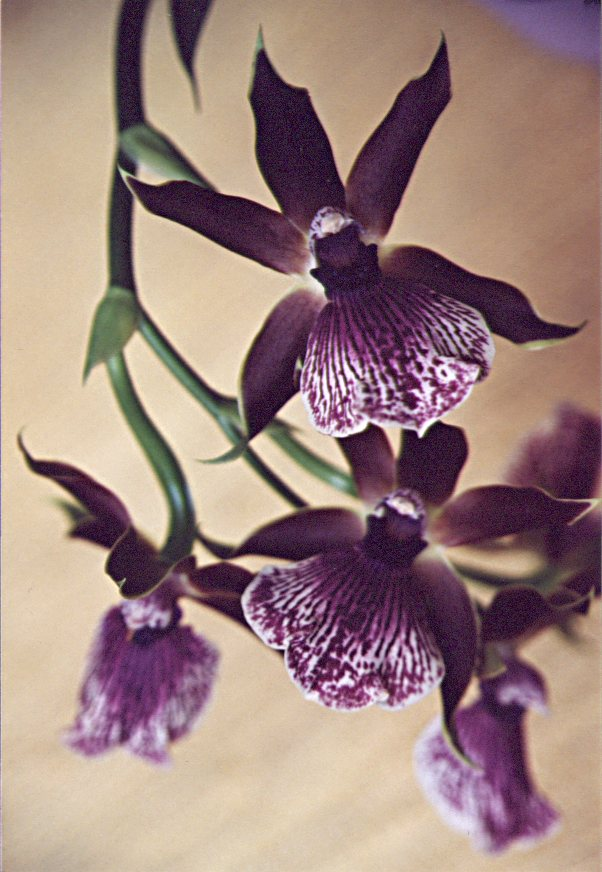
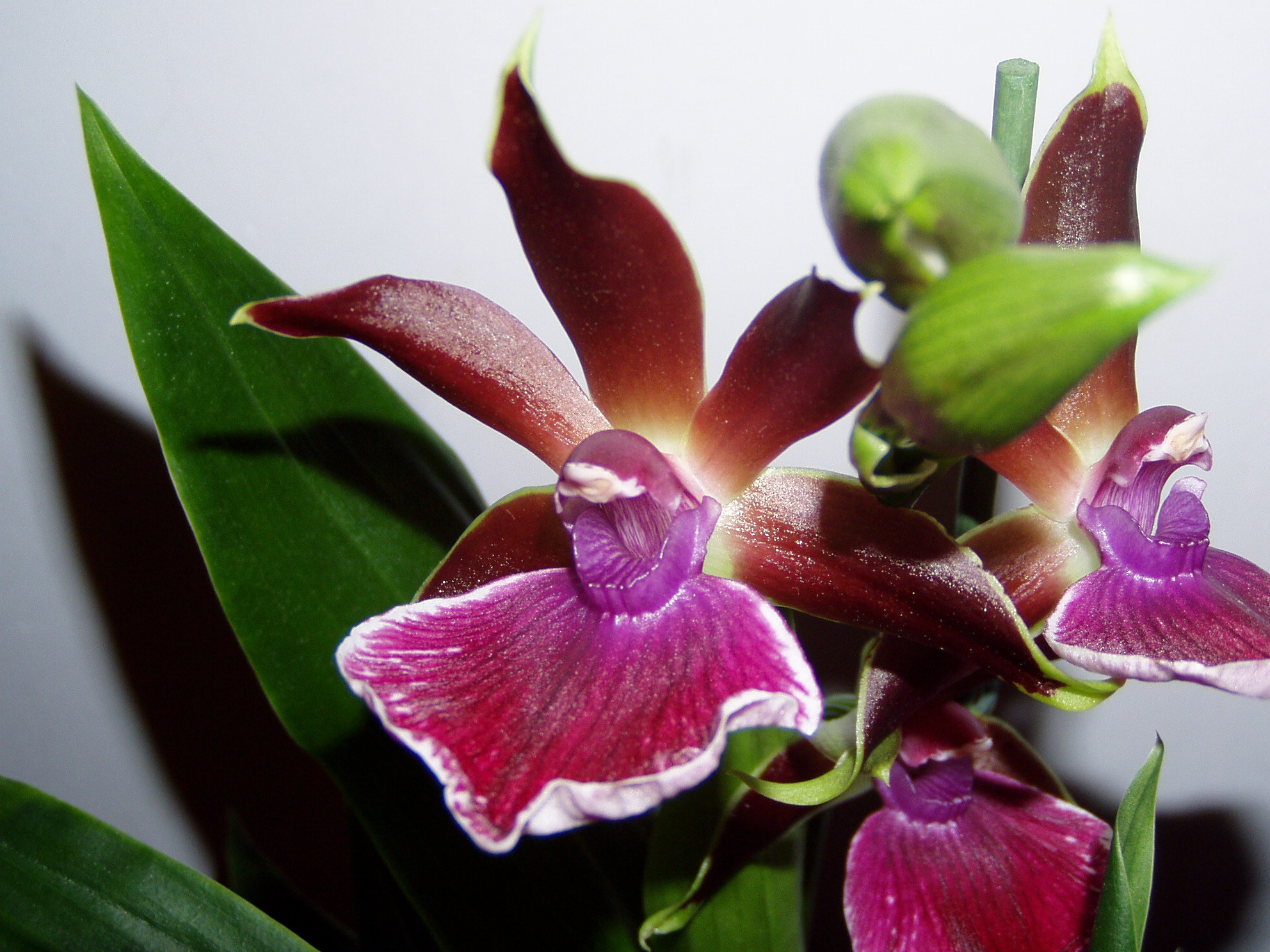
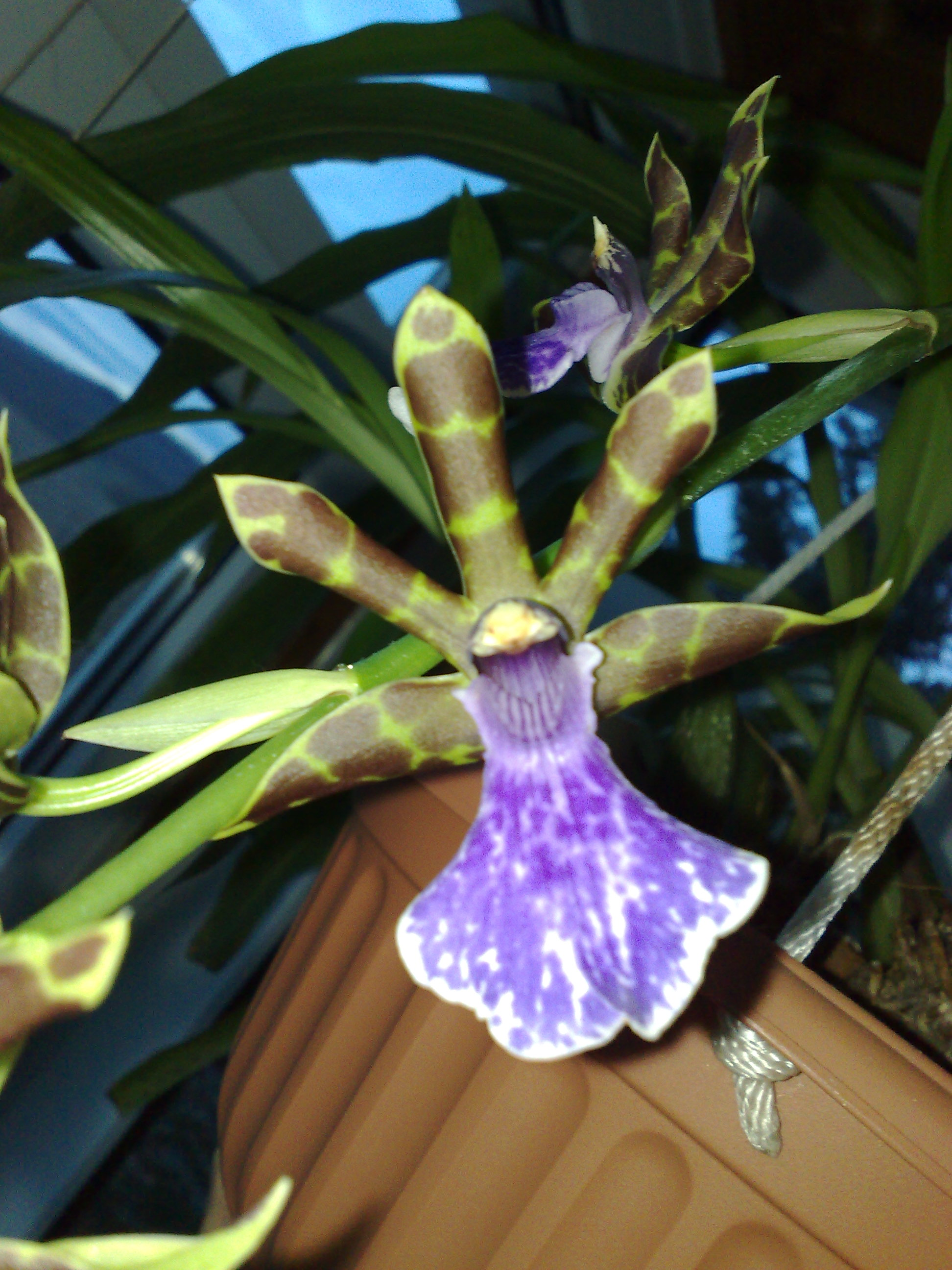
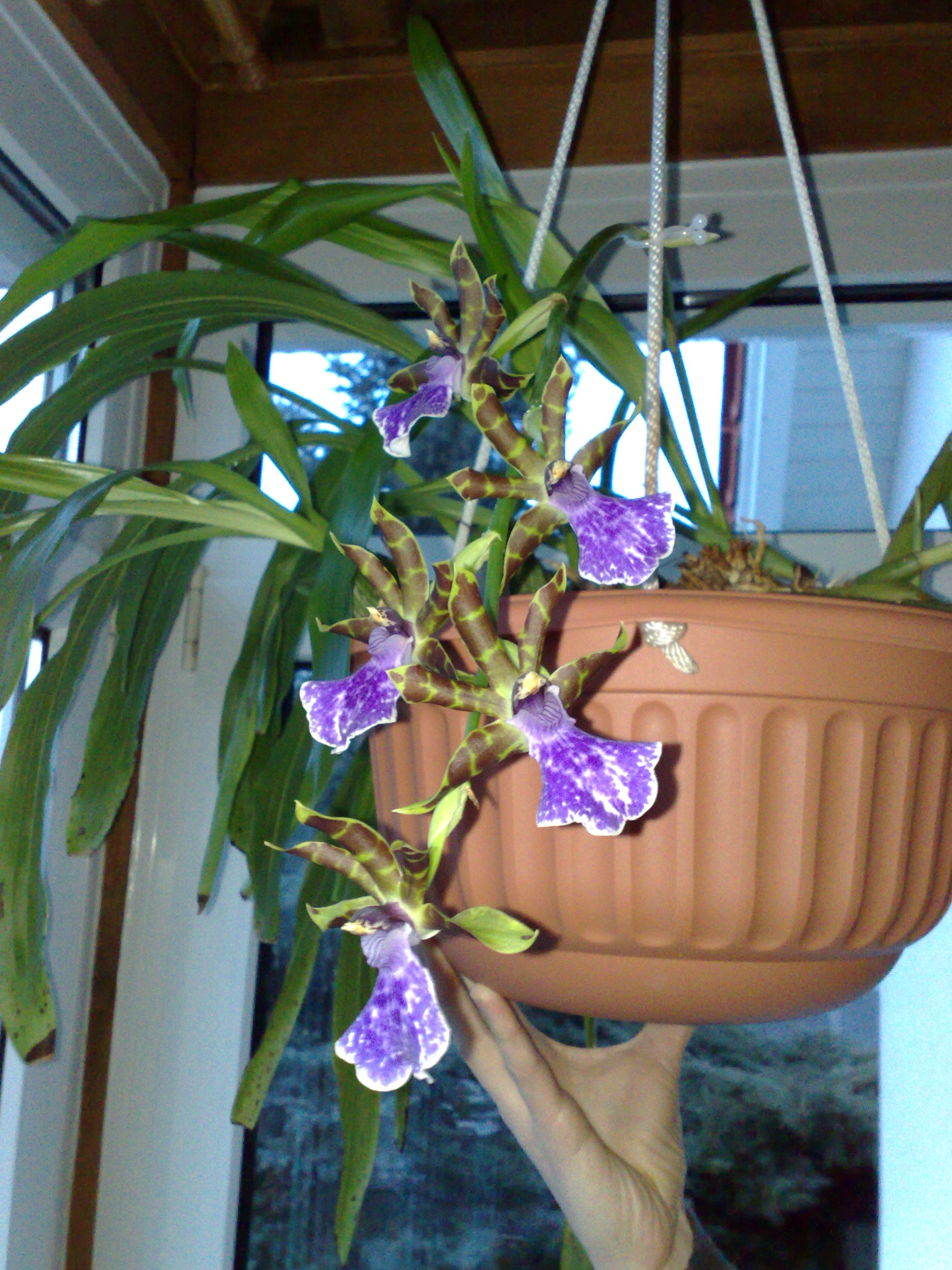